# Моторизована колица за куповину
Моторизована колица за куповину или електрична колица за куповину, су специјално конструисано средство опремљено електромотором и контроларом за навигацију. Ова врста колица омогућавају особама са инвалидитетом, старим особама или особама са прекомерном телесеном тежином да самостално обављају куповину.

## Конструкција
Моторизована колица за куповину састоје се из:
- седишта
- електромотора, што колица чини моторизованим инвалидским колицима
- батерије (акумулатора) која се може пунити повезивањем уређаја када није у  употреби.
- система за управљање  (често опремљеног и прекидачем у седишта који активира кретање колица уз помоћ тежине путника), и кочење,
- корпа (контејнер) за одлагање купљених предмета,

Моторизована лична колица за куповину укључују:
- Контејнера који има отворену горњу страну, затворени доњи део, уздигнути предњи део ,задњу страну, и леву и десну бочну страну.
- Део ручке у облику слова У је причвршћен  и пружа се нагоре кроз отворен простор на горњегм делу  контејнера.
- Затворени предњи део колица има точак који се налази унутар кућишта.
- Затворени задњи крај колица има пар задњих точкова који су међусобно спојени осовину која се протеже између њих. Осовина има зупчаник осигуран за осовину.
- Седиште је причвршћено за задњ кућиште колица. А доњи део кућишта спаја се са осовином и садржи зупчаник у себи. Горњи део кућишта има приступна врата спојена на њему.
- Батерија су смештена у горњем делу задњег кућишта према унутра од приступних врата.
- Мотор је осигуран у доњем делу кућишта и повезан је кабловима са батеријом. Мотор има погонски зупчаник на његовом бочном делу. Око погонског зупчаника на мотору и зупчаника осовине задњих точкова затегнут је кружни ланац.

## Опште информације
Супермаркети и друге велике малопродајне продавнице које се баве продајом робе инвалидима не само да су прилагођене особама са трајним или привременим физичким инвалидитетом већ поседују и моторизована колица која могу да користе и друге особе које могу имати потешкоћа да ходају кроз велике тржне центра или да гурају нормална колица.
Многи од купаца који користе моторизована колица за куповину нису корисници инвалидских колица, али сматрају да је куповина лакша ако користе уређај јер је тешко гурати нормална колица, посебно када су пуна робе и ходају кроз велику продавницу што за некога ко може да се креће само на кратке удаљености сопственим ногама.